# San Juan de los Panetes
L'església de San Juan de los Panetes és un temple de culte catòlic d'estil barroc situat a Saragossa, Aragó. Està situada al costat de la Plaça del Pilar -o Plaça de les Catedrals- i la font de la Hispanitat. També es troba molt propera a la Torrassa de la Suda. És Bé d'Interès Cultural i Monument Nacional.
La seua construcció es va acabar en 1725, coincidint amb l'eclosió del barroc a la ciutat i l'ànim de millorar les ja per llavors decadents mostres d'altres estils -gòtic i mudèjar-, el que va portar a renovar les catedrals de la Seu i el Pilar. El principal motiu de la renovació va ser substituir la destruïda església de l'Orde de Sant Joan de Jerusalem. Normalment era el lloc de residència del castellà d'Amposta, sobretot després de 1280 quan els hospitalers retornaren el castell d'Amposta al rei.

## Història

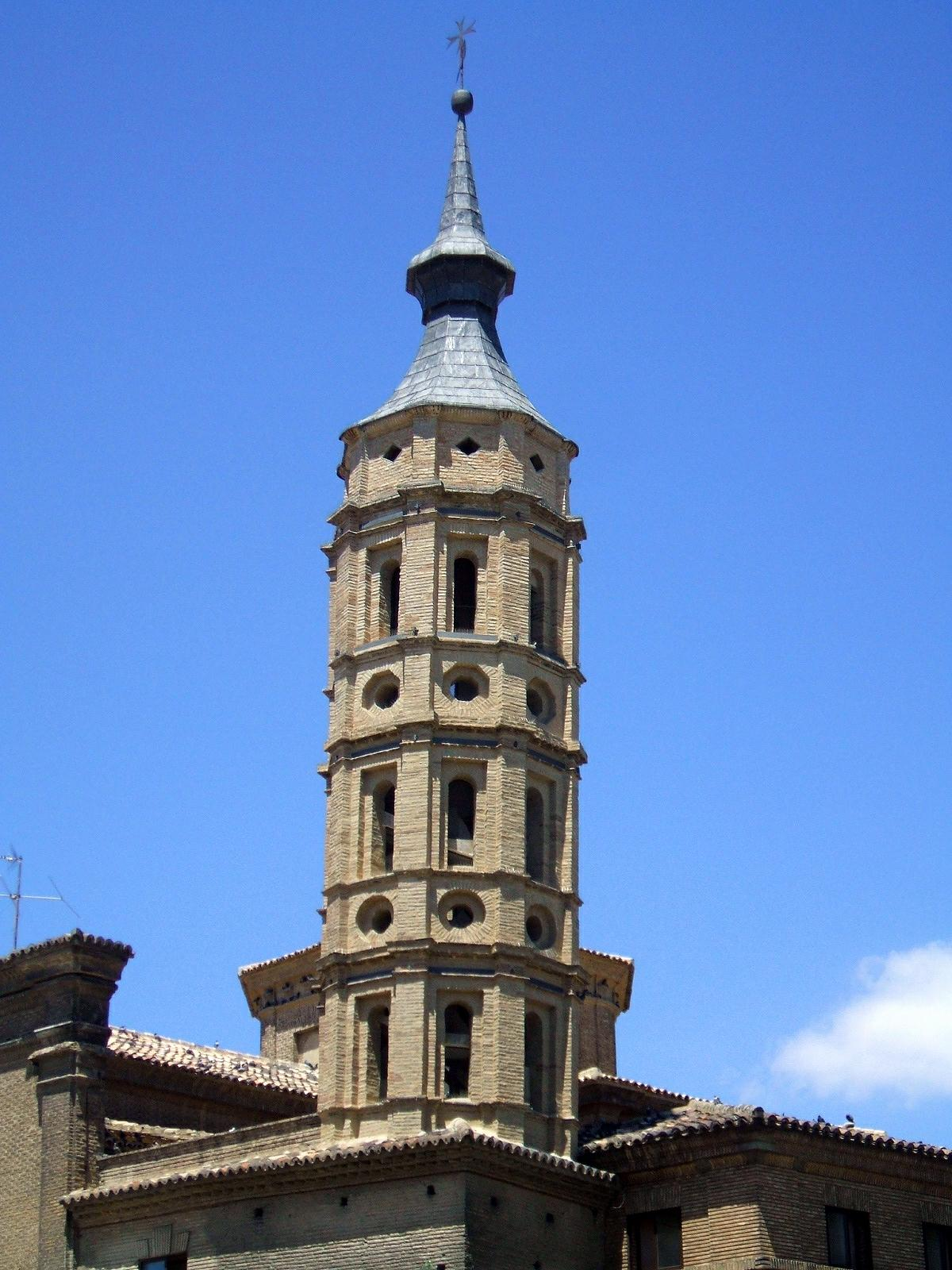
Vista de la torre octogonal, mostra del mudèjar aragonès del combinat amb l'art renaixentista.

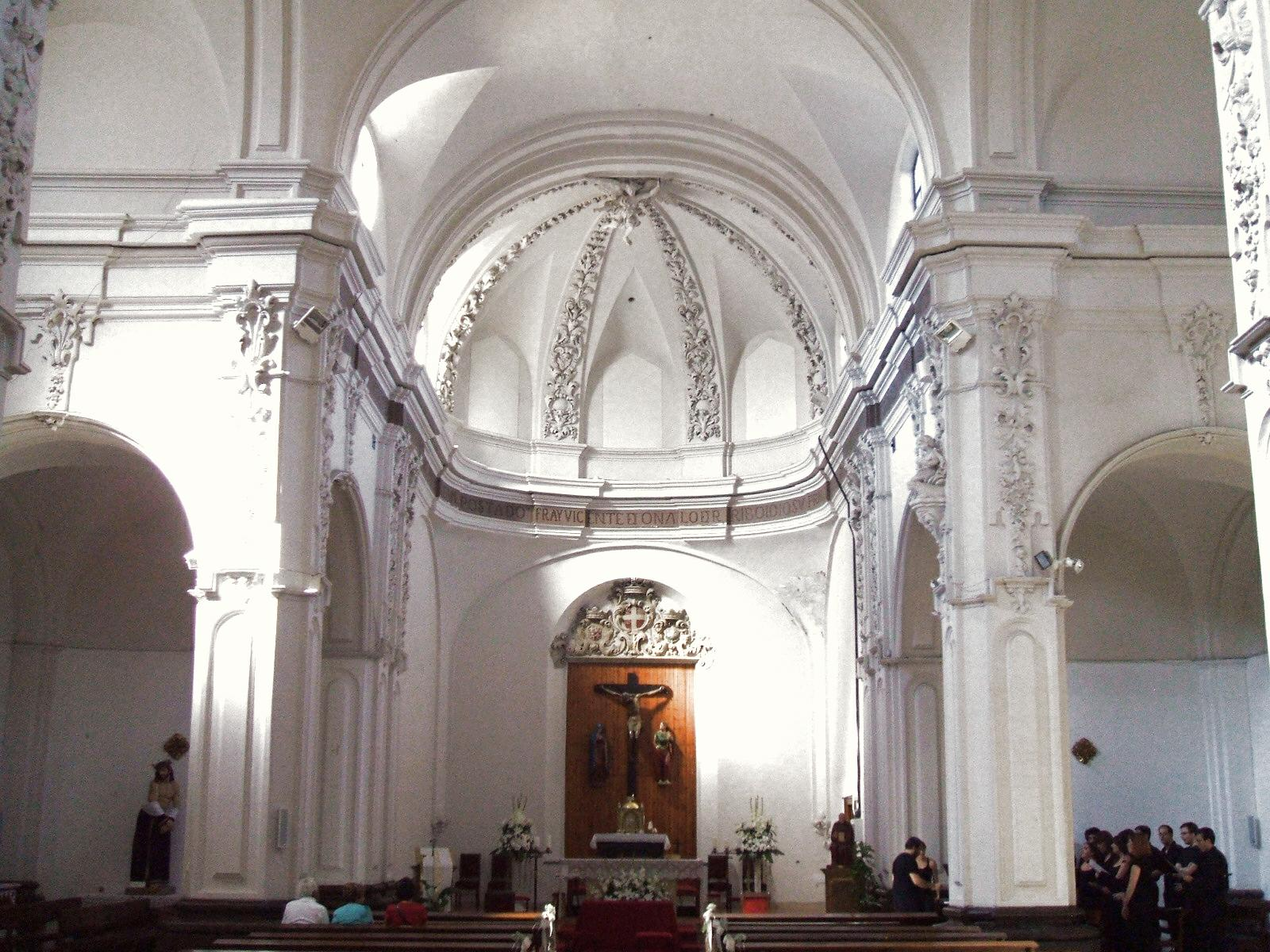
Interior de l'església.

L'Orde de Sant Joan de Jerusalem es va assentar a Saragossa cap als segles XII i xiii. Per marcar la seua presència, van manar construir una església al solar on segles més tard s'ubicaria l'església actual de San Juan de los Panetes, nomenada així per Sant Joan de Jerusalem, patró de l'Orde. No obstant això, a principis del segle xvi l'església va patir un incendi que va destruir la majoria de l'arxiu eclesiàstic i va acabar amb la major part del tresor de l'església, conservant només el calvari del segle xvi.
Com que era la comanda que estava situada a la ciutat més important de la castellania d'Amposta era per això que el castellà d'Amposta hi tenia la seva principal residència. També era en aquest convent on hi havia l'arxiu de la castellania, un important conjunt de documentació medieval i moderna que avui dia es guarda a l'Archivo Histórico Nacional de Madrid. Aquest arxiu fou reorganitzat 1793 per part de l'arxiver de Tudela Juan Antonio Fernández. El 1858 s'ordenà el trasllat d'aquest arxiu a Alcalá de Henares per tal que formés part de l'Arxiu General Central.
L'edificació de San Juan de los Panetes va començar cap a mitjans del segle xvi. El principal promotor de la construcció va ser el Gran castellà d'Amposta Vicente de Oña. Després de diversos contratemps, Francisco Gaspar Lafriguera culminar les obres fetes sobre el solar romànic i l'església es va consagrar a 1725.
L'any 1933 l'església va ser declarada Monument Històric-Artístic d'interès nacional i el 1935, durant la República, es cremà l'església perdent-se amb ella tot el seu patrimoni. A partir de 1960, l'Estat va començar plans per modernitzar San Juan de los Panetes, especialment per retornar les parets al seu color i textura natural. Entre altres coses, s'han netejat les pilastres i adorns d'estuc.

## Descripció
San Juan de los Panetes té un campanar octogonal feta amb maó, amb una lleugera inclinació cap a la Plaça del Pilar. La torre va ser edificada al segle xvi, sent un dels primers elements a construir-se. La seua influència és principalment del mudèjar aragonès amb un toc renaixentista. Està rematada per una cuculla bulbosa.
Té una portada barroca de dos cossos. En el primer hi ha una fornícula amb la imatge del sant patró de l'església, Joan Baptista, de talla barroca. El segon cos del frontispici consta d'un senzill arc de mig punt i pilastres als costats. Finalment és rematada per un frontó recte amb òcul.
A l'interior el temple s'articula en tres naus d'igual grandària i alçada, sense cap rastre de romànic. Les seues voltes estan decorades a la manera barroca del segle xvii, amb forma de llunetes. La cúpula s'alça sobre el creuer i sobre el sòl es troben disperses diverses creus de Malta, en clara al·lusió a l'origen maltès d'aquesta església per haver estat l'Orde de Sant Joan de Jerusalem -filial de la de Malta- mecenes de la seua primitiva construcció.
La verticalitat implícita de San Juan de los Panetes està demostrada en les grans pilastres de maó cara vista situades a la façana. Amb una arquitectura clàssica, constitueixen una mostra exquisida de l'art clàssic a l'Aragó.

## El crismó de l'església
És l'únic reducte de l'antiga església romànica. D'acord amb Matarredona-Olañeta, és d'estil navarrès i va ser fet entre els segles xii i xiii. Es troba sobre la clau de mig punt de la portada sud del temple, específicament en una dovella. Un cèrcol daurat circumscriu el crismó decorat i un llaç teixeix els seus braços. Les lletres alfa i omega estan tallades en posició ortodoxa mentre que la grafia «P» porta inscrita una titlla. La «S» està envoltada de flors de lis que es prolonguen en els seus extrems.

## Galeria

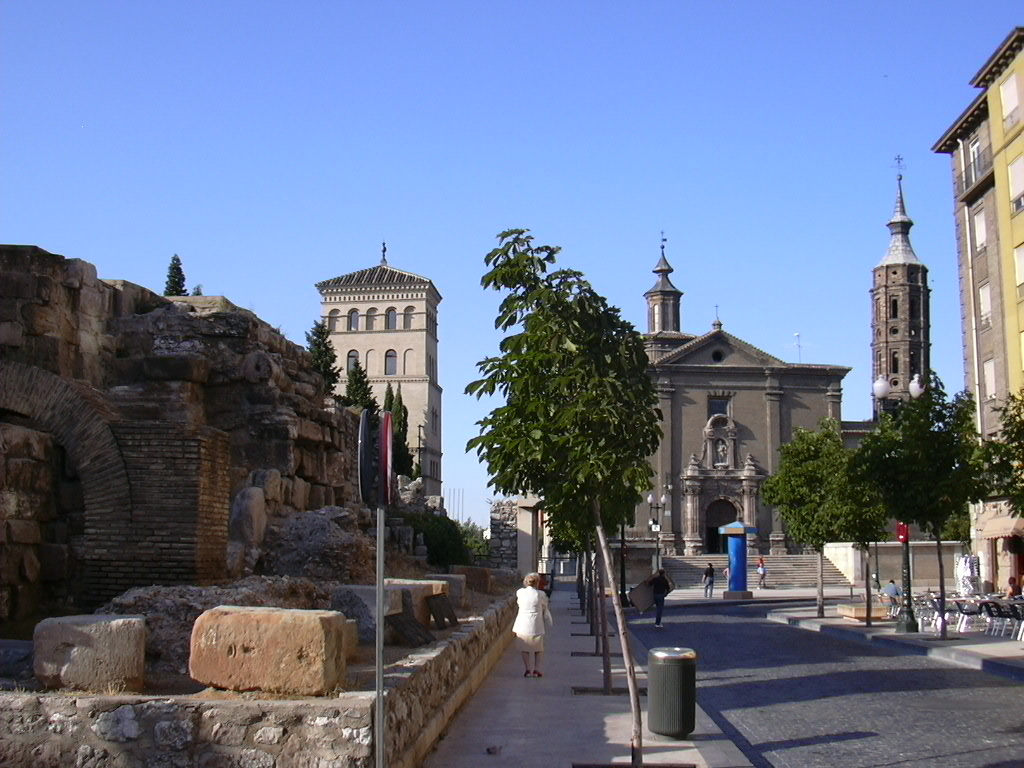
En primer pla, les muralles romanes de Saragossa, la torrassa de la Suda i San Juan de los Panetes
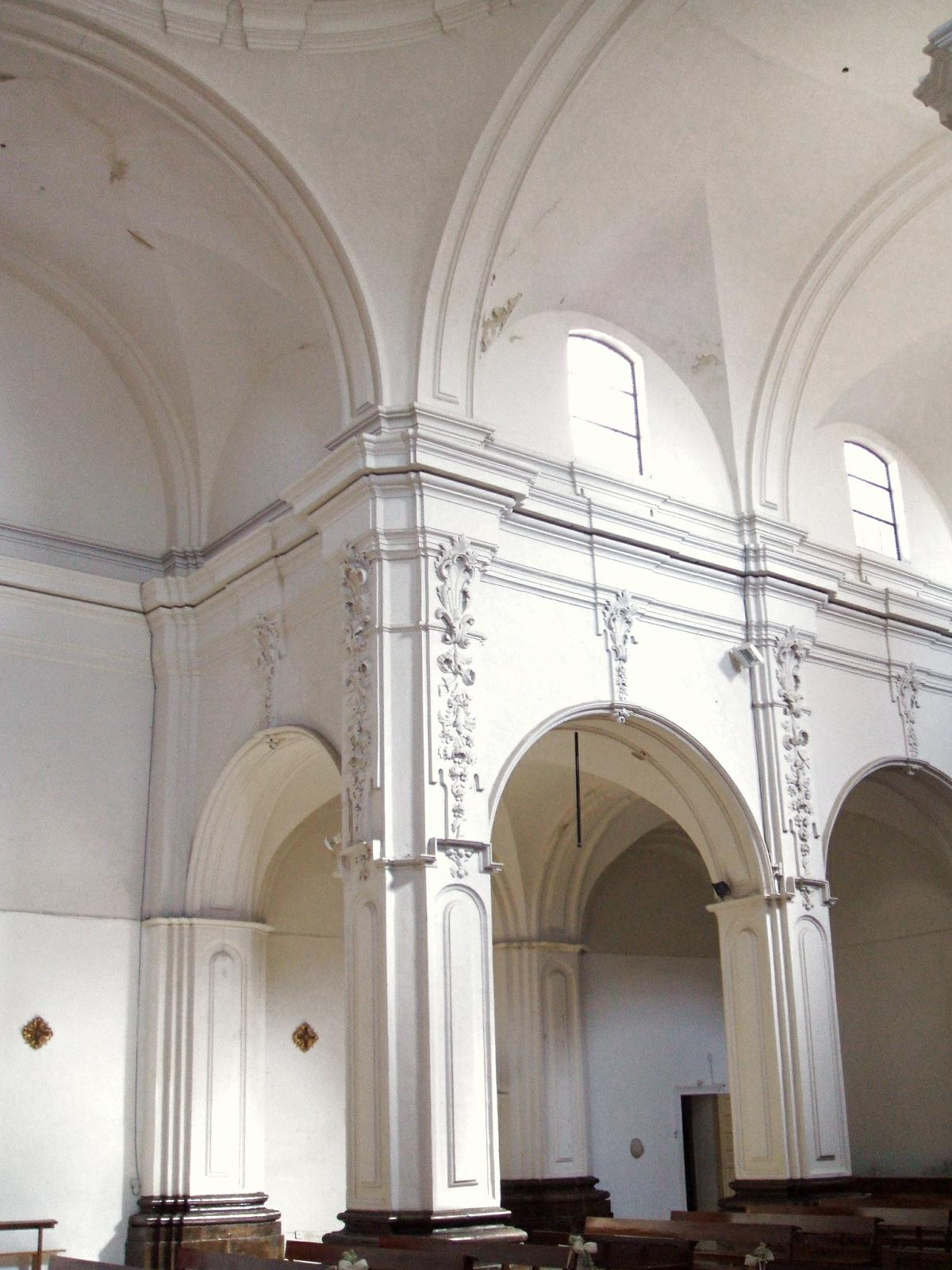
Interior
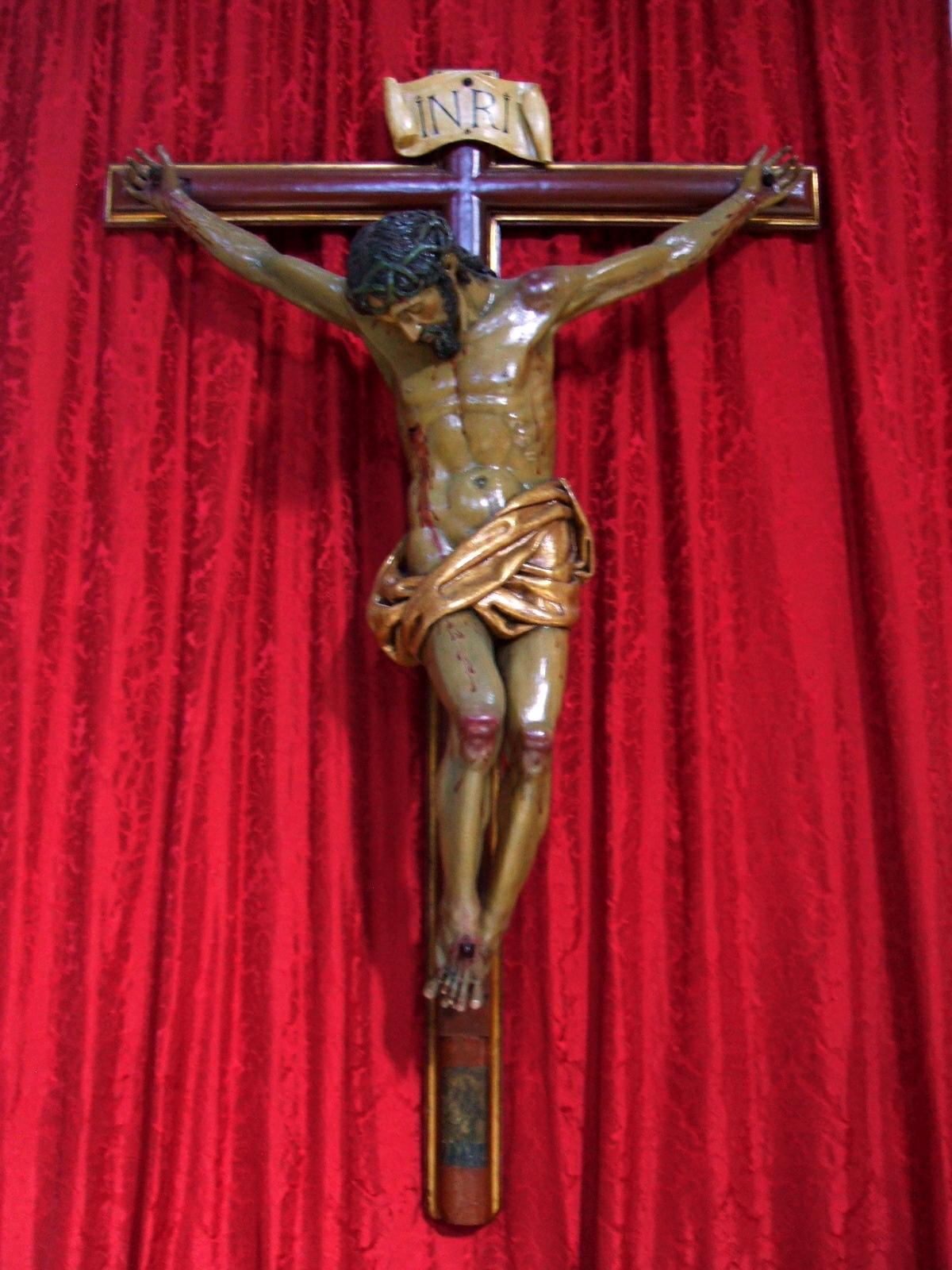
Crucificat
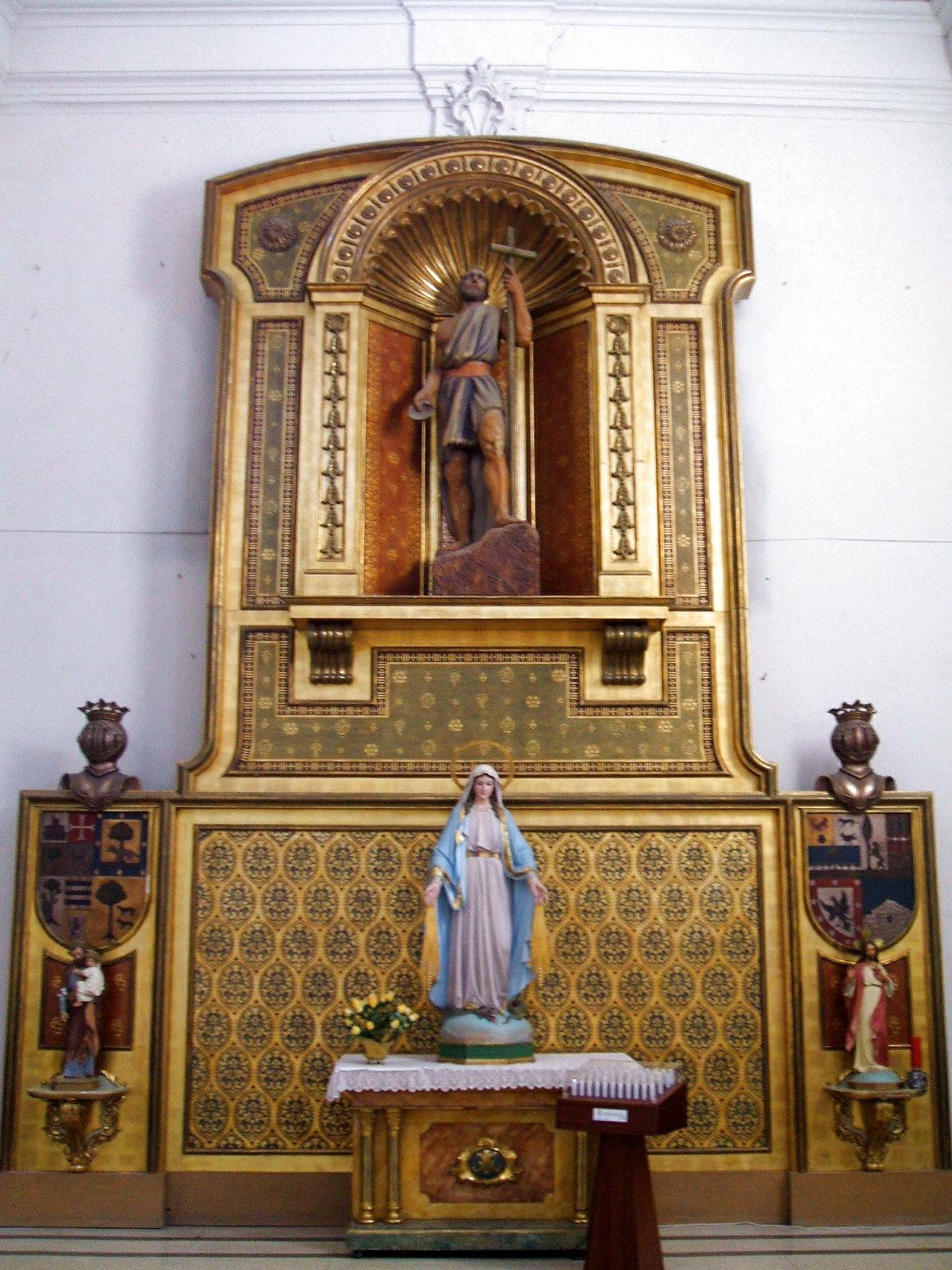
Retaule
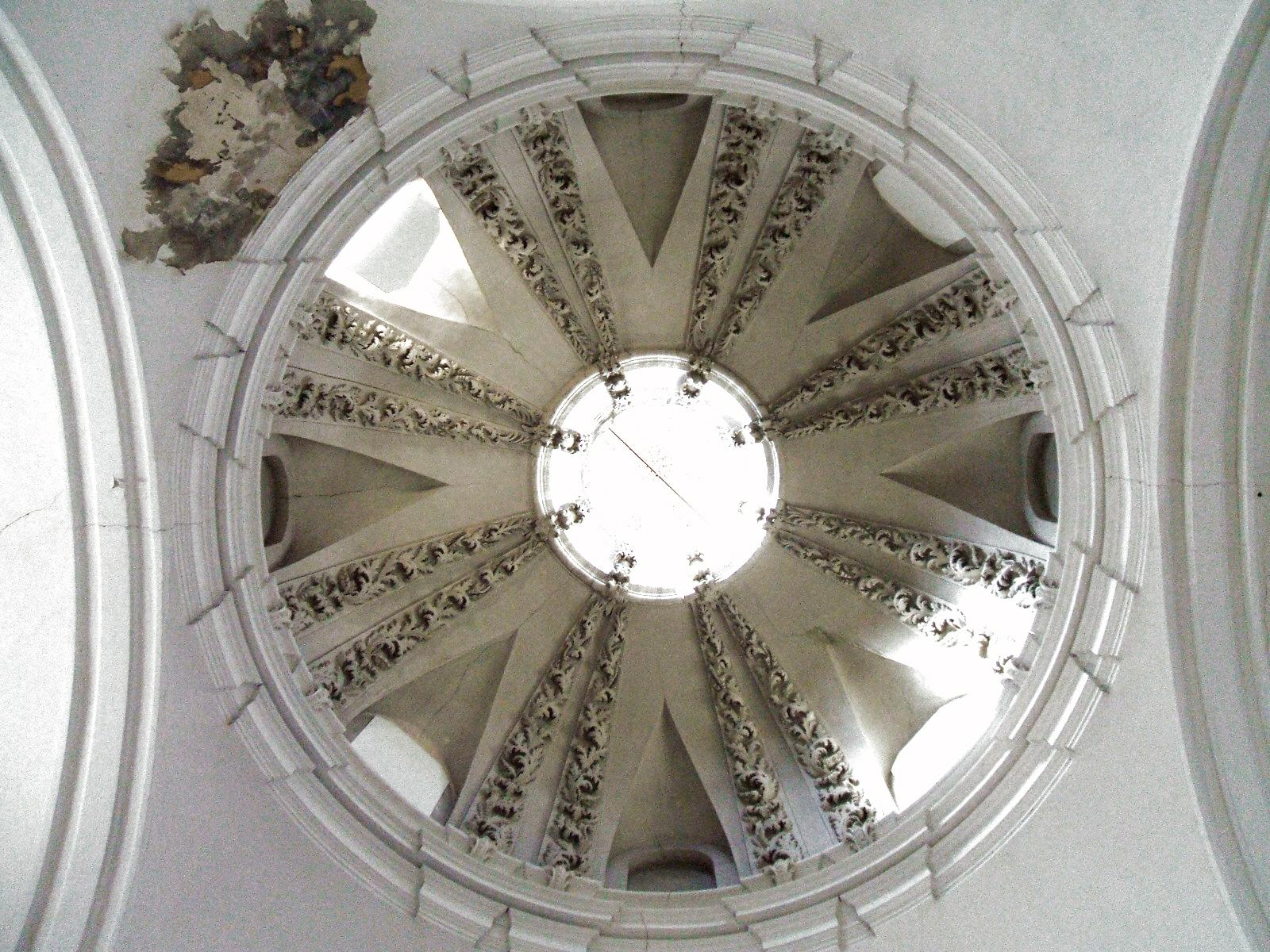
Cúpula del creuer